# 小行星7109
小行星7109（英語：7109 Heine）是一颗围绕太阳公转的小行星。1983年9月1日，柳德米拉·卡拉季奇在克里米亚发现了此天体。
这颗小行星的绝对星等为153.0331898724054等。